# Diversion Hills
Diversion Hills är en kulle i Antarktis. Den ligger i Östantarktis. Nya Zeeland gör anspråk på området. Toppen på Diversion Hills är 1 993 meter över havet.
Terrängen runt Diversion Hills är platt åt nordost, men åt sydväst är den kuperad. Trakten är obefolkad. Det finns inga samhällen i närheten.